# Command & Conquer: Red Alert 2
Command & Conquer: Red Alert 2 è un videogioco strategico in tempo reale, seguito di Command & Conquer: Red Alert.

## Trama
Successivamente alla morte di Stalin e alla vittoria degli Stati Uniti d'America sull'Unione Sovietica, la minaccia di una nuova invasione delle forze comuniste viene scongiurata per mezzo dell'Alleanza Socialista Mondiale, un'organizzazione umanitaria finalizzata alla pace tra le due potenze mondiali. A capo di questa viene posto un fantoccio degli Stati Uniti, il Premier russo Alexander Romanov. Per un breve periodo di tempo regna la pace e la prosperità: tale equilibrio, tuttavia, viene ben presto spezzato. Romanov e il suo assistente Yuri, infatti, danno il via ad un nuovo progetto di espansione il cui scopo è quello di estendere i domini sovietici e di distruggere gli Alleati, capitanati dagli Stati Uniti (a differenza di Red Alert, in cui aveva a capo il Regno Unito). L'Unione Sovietica, stavolta, può avvalersi di nuove unità letali per il nemico: le WSA, altrimenti dette «Yuri», truppe speciali addestrate al controllo mentale. La prima fase di tale progetto riguarda l'incursione all'interno degli Stati Uniti stessi di tali unità, dopodiché si passa all'attacco diretto, durante il quale si fa un uso massiccio di Dirigibili Kirov e di Paracadutisti.

## Modalità di gioco
Le due superpotenze si contraddistinguono soprattutto per le tecnologie di cui si avvalgono.
L'Alleanza fa uso delle seguenti tecnologie, inventate da Albert Einstein:
- Cronotecnologia. Le unità che dispongono di cronomacchinari possono deformare lo spazio-tempo, teletrasportandosi in qualsiasi punto della mappa, essendo in parte padroni del tempo stesso (dal greco, propriamente cronos=tempo). La Cronotecnologia è presente anche in Red Alert, in cui compaiono la Cronosfera e il Cronocarroarmato (quest'ultimo è rimpiazzato in Red Alert 2 dal Cronolegionario).
- Tecnologia Prismica. Le unità Prisma sono in grado di scaturire potenti raggi energetici; la loro particolarità è la convergenza di tutti i raggi di luce in un unico, potentissimo fascio capace di distruggere qualsiasi nemico si opponga loro. Vi sono unità mobili, i carri Prismici, e delle torri, erigibili a difesa della base, che costituiscono la vera controparte delle torri-bobina Tesla russe.
- Tecnologia Mirage. Questa tecnologia comprende una sola unità, ossia il carro armato Mirage (in inglese, miraggio), capace di assumere l'aspetto di un albero quando non viene mosso. L'unico metodo per distinguere i carri armati Mirage mimetizzati dagli alberi veri è passare il cursore sulla pianta sospetta: se la freccia rimane immutata, non vi è alcun pericolo perché si tratta di un albero (gli alberi, a differenza dei veicoli, non sono infatti selezionabili).

L'Unione Sovietica, invece, dispone delle seguenti tecnologie:
- Tecnologia Tesla. Le unità che dispongono di tale tecnologia, ossia il Soldato Tesla (nell'espansione del prequel, Command & Conquer: Red Alert: The Aftermath, il suo nome era «Shock Trooper»), il carro Tesla e le torri-bobina Tesla, erano presenti anche in Red Alert 1. Si tratta di unità in grado di scagliare potenti fulmini. I Soldati Tesla, in particolare, possono fornire energia alle torri-bobine Tesla inattive: in una missione di Red Alert 2 si arriva addirittura a trasformare la Torre Eiffel in una colossale torre-bobina.
- Tecnologia Nucleare. L'energia nucleare viene utilizzata in due modi: mediante la Centrale Nucleare essa può fornire elettricità alla base, mentre può divenire un'arma se utilizzata da un Desolatore Iracheno o da un Silo Nucleare.
- Tecnologia Psichica. Yuri, oltre ad aver introdotto il letale carro armato d'assalto Apocalypse (apocalisse), ha contribuito alla creazione delle WSA, unità capaci di controllare la mente di un nemico per volta. Durante la campagna, inoltre, si possono trovare alcuni Radiofari Psichici, imponenti strutture, utilizzati dall'Armata Rossa per assoggettare i soldati nemici. La tecnologia psichica assumerà poi un ruolo di primo piano nell'esercito di Yuri, nell'espansione Yuri's Revenge.

## Yuri's Revenge
L'anno successivo venne pubblicata un'espansione per il gioco dal titolo Yuri's Revenge.

## Filmati
Command & Conquer: Red Alert 2 e la sua espansione anticipano le missioni delle proprie campagne con dei brevi filmati girati con attori in carne e ossa. Tra di essi ci sono anche dei nomi noti come ad esempio Ray Wise nel ruolo del Presidente degli Stati Uniti oppure Udo Kier, che impersona Yuri

### Cast ed interpreti principali

#### Fazione Alleata
- Presidente Michael Dugan, interpretato da Ray Wise.
- Gen. Ben Carville, interpretato da Barry Corbin.
- Agente Speciale Tanya Adams, interpretato da Kari Wührer.
- Ten. Eva Lee, interpretata da Athena Massey.
- Prof. Albert Einstein, interpretato da Larry Gelman.
- Gen. Rene Lyon, interpretato da Frank Bruynbroek.

#### Fazione Sovietica
- Premier Alexander Romanov, interpretato da Nicholas Worth.
- Yuri, interpretato da Udo Kier.
- Gen. Vladimir, interpretato da Adam Gregor.
- Ten. Zofia, interpretata da Aleksandra Kaniak.
- Uff. Sovietico, interpretato da Oleg Stephan.
- Annunciatrice sovietica, interpretata da Gabriella Bern.

## Colonna sonora
Le musiche di Red Alert 2 sono state composte da Frank Klepacki, che ha collaborato per molto tempo insieme a Command & Conquer.

## Curiosità
- Per questioni legali e di immagine, la città di Parigi ha negato l'uso dei nomi e dei monumenti originali della città nel gioco, permettendo la loro apparizione solo dietro a integrali modifiche (la Torre Eiffel viene chiamata Paris Tower e possiede un design interamente diverso, mentre Notre-Dame viene chiamata semplicemente Cathedral, ovvero "cattedrale"), come viene detto nell'intervista fra il produttore esecutivo Mark Skaggs e la rivista ComputerAndVideoGames.com. La cosa non è successa per Red Alert, nel quale, in seguito al fallimento di una missione della campagna alleata, si poteva vedere un missile sovietico distruggere la Torre e la città attorno.